# Apium repens
Apium repens là một loài thực vật có hoa trong họ Hoa tán. Loài này được (Jacq.) Lag. mô tả khoa học đầu tiên năm 1821.

## Hình ảnh

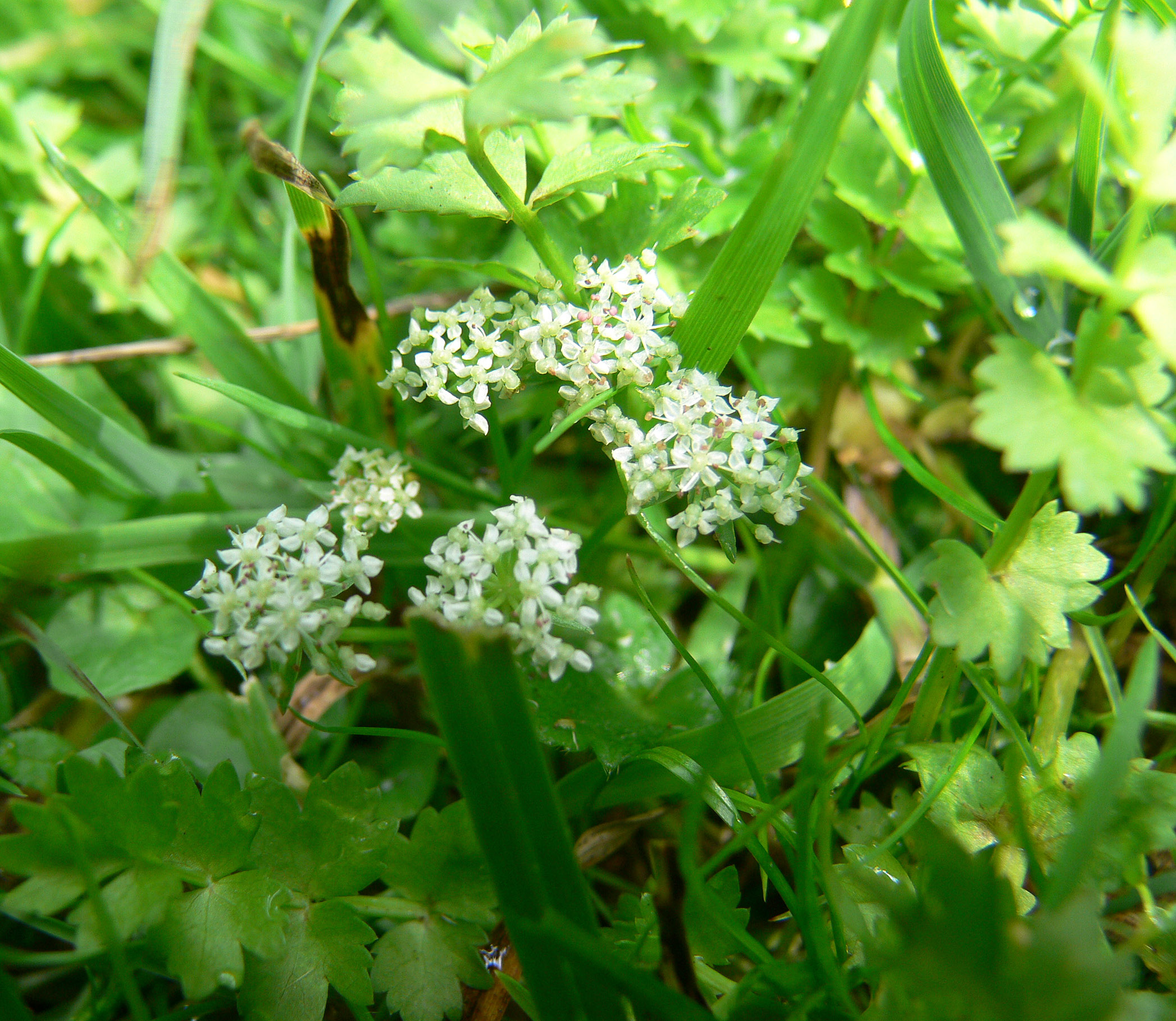
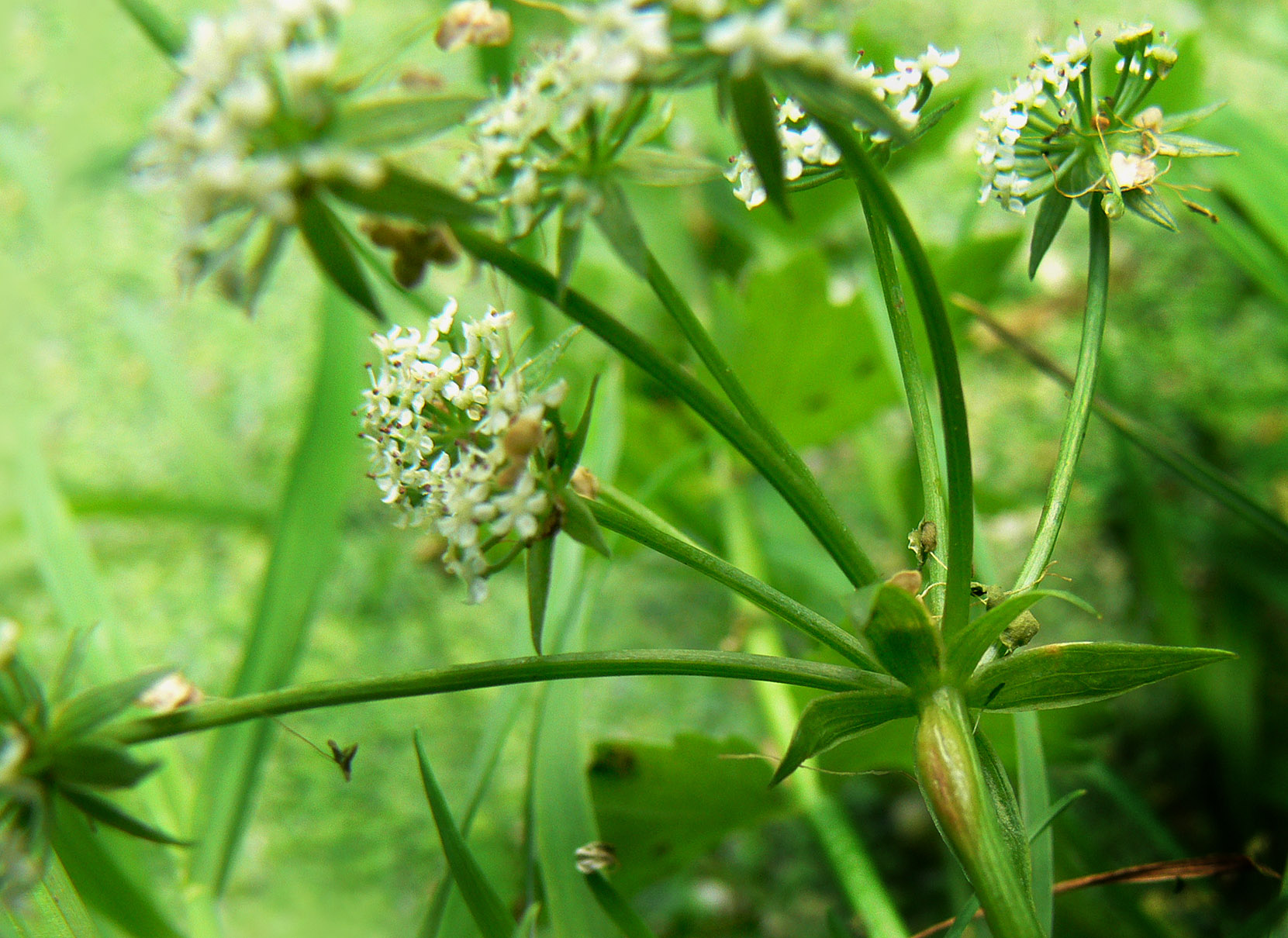
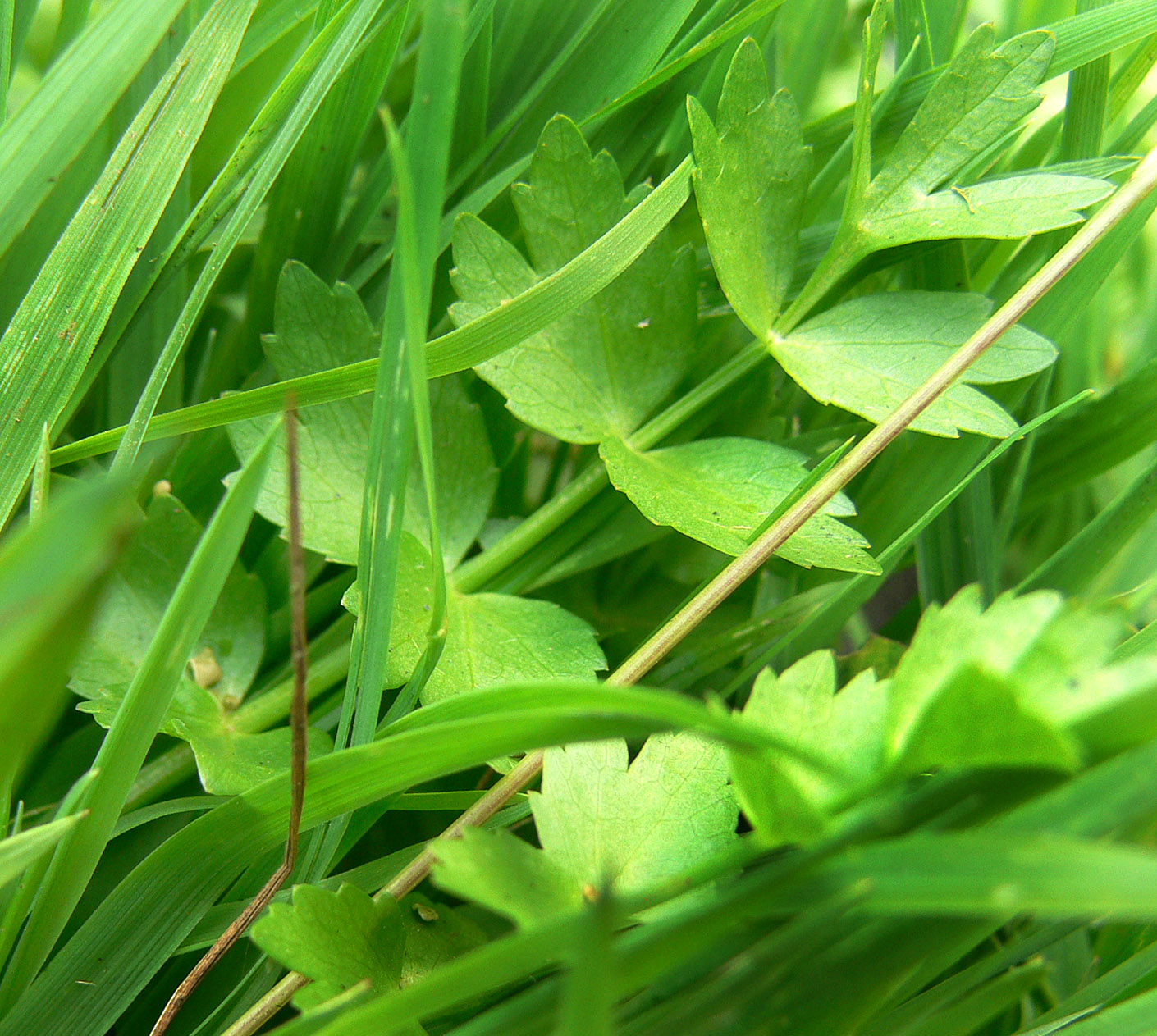